# Компионе (Маса-Карара)
Компионе је насеље у Италији у округу Маса-Карара, региону Тоскана.
Према процени из 2011. у насељу је живело 6 становника. Насеље се налази на надморској висини од 693 м.